# Амерханово
Амерха́ново (рос. Амерханово) — село у складі Тоцького району Оренбурзької області, Росія.

## Населення
Населення — 143 особи (2010; 209 у 2002).
Національний склад (станом на 2002 рік):
- татари — 99 %